# 达尔马纳加尔
达尔马纳加尔（Dharmanagar），是印度特里普拉邦北特里普拉县的一个城镇和行政中心。总人口30785（2001年）。

## 人口
该地2001年总人口30785人，其中男性15551人，女性15234人；0—6岁人口2756人，其中男1389人，女1367人；识字率85.08%，其中男性为87.20%，女性为82.91%。